# ديك سنايدر
ديك سنايدر (بالإنجليزية: Dick Snyder)‏ مواليد 1 فبراير 1944 في نورث كانتون، هو لاعب كرة سلة أمريكي معتزل. بدأ مسيرته الاحترافية في سنة 1966. تم اختياره من قبل فريق أتلانتا هوكس خلال الدرافت. يبلغ طوله 6 قدم 5 بوصة (2.0 م). اعتزل اللعب في 1979. فاز بلقب دوري إن بي إيه.

## المسيرة الاحترافية
لعب مع أتلانتا هوكس من سنة 1966 إلى 1968، ثم لعب مع فينيكس صنز من سنة 1968 إلى 1970، ثم لعب مع سياتل سوبرسونيكس من سنة 1969 إلى 1974، ثم لعب مع كليفلاند كافالييرز من سنة 1974 إلى 1978، ثم لعب مع سياتل سوبرسونيكس في موسم 1978–1979.

## روابط خارجية
- ديك سنايدر على موقع إن بي أي (الإنجليزية)
- ديك سنايدر على موقع سبورتس رفرنس (الإنجليزية)
- ديك سنايدر على موقع كلية كرة السلة في سبورتس رفرنس.كوم (الإنجليزية)
- ديك سنايدر على موقع ريلجم (الإنجليزية)
- ديك سنايدر على موقع بروبوليرز (الإنجليزية)